# Max Besselink
Max Besselink (Helsinki, 4 april 2002) is een Fins basketballer.

## Carrière
Besselink maakte zijn debuut in 2018 voor Helsingin NMKY in de Finse tweede klasse en speelde er tot in 2020. In 2020 maakte hij de overstap naar Helsinki Seagulls en speelde er tot in februari 2021. Hij keerde voor de rest van het seizoen terug naar tweedeklasser Helsingin NMKY. In de zomer van 2021 ging hij naar de zomerschool van de Santa Clara University en zou daarna gaan spelen voor de Santa Clara Broncos maar besloot prof te worden. Hij tekende daarop bij de Finse eersteklasser BC Nokia en speelde er een seizoen.
In mei 2022 tekende hij bij het Duitse s.Oliver Würzburg maar die deal sprong later af. Hij tekende daarop voor Tapiolan Honka maar verliet de club voor het Duitse BG Göttingen. Voor het seizoen 2023/24 tekende hij voor drie seizoenen bij de Belgische eersteklasser Union Mons-Hainaut. Hij keerde pas in januari 2024 terug uit blessure. In de zomer van 2024 tekende hij opnieuw bij BC Nokia. Na een seizoen verliet hij Nokia en tekende bij reeksgenoot Kataja Basket Club.

## Privéleven
Besselinks vader Gerry Besselink en moeder Nina Johansson waren ook  profbasketballer.